# Eustala minuscula
Eustala minuscula là một loài nhện trong họ Araneidae.
Loài này thuộc chi Eustala. Eustala minuscula được Eugen von Keyserling miêu tả năm 1892.